# Хавдан
Хавдан (на турски: Havdan) е село в околия Бига, вилает Чанаккале, Турция. Разположено на около 250 метра надморска височина. Населението му през 2010 г. е 285 души, основно българи – мюсюлмани (помаци), преселили се през 1881 г. от селата – Хвойна, Дреново, Буково в Родопите.